# Maria Antónia Palla
Maria Antónia de Assis de Santos Palla i Carmo, nascuda com a Maria Antónia de Assis de Santos, i més coneguda per Maria Antónia Palla (Seixal, 10 de gener del 1933) és una periodista feminista portuguesa. L'any 2004 fou distingida amb el grau de comanadora de l'Orde de la Llibertat.

## Biografia
Nasqué a la parròquia de Seixal a la ciutat de Seixal, l'1 de gener del 1933, en una família laica, republicana i liberal. Filla d'Angelina Painço de Assis i d'Ítalo Ferrer de Santos. Estudià al Liceu Francés de Lisboa. Es llicencià en Ciències Historicofilosòfiques per la Facultat de Lletres de la Universitat de Lisboa.

### Trajectòria
Va treballar en diversos periòdics, revistes i televisió, sobretot en temes culturals i socials. El 1968 va integrar, amb Margarida Silva Dias i Maria Armanda Passos, el primer grup de dones periodistes que foren admeses, per concurs, en el Diari Popular, després que Maria Virgínia Aguiar hagués pertangut per un breu període a aquella redacció i fos forçada a abandonar-la per haver-se quedat embarassada.
Després de ser acomiadada del Diari Popular per voler fer un balanç del Maig de 68 a París, que publicà amb el títol Revolução, Meu Amor, entrà en O Século Ilustrado. Abans de la Revolució dels Clavells del 25 d'abril del 1974, n'arribà a ser cap de redacció.
Fou la primera dona a formar part del Sindicat de Periodistes, i en participà en la direcció després de la Revolució del 25 d'abril, amb dues dones més, Maria Antónia de Sousa i Maria Antónia Fiadeiro, anomenades "les tres Antónias" per Maria de Lourdes Pintasilgo, tot adaptant-ho de les "tres Maries", les autores de les Noves cartes portugueses, Maria Isabel Barreno, Maria Teresa Horta i Maria Velho da Costa.
Fou també la primera dona presidenta de la Caixa de Sanitat dels Periodistes, durant dotze anys. Fou cofundadora de la Lliga dels Drets de les Dones i copromotora de la Biblioteca Feminista Ana de Castro Osório, dins la Biblioteca Municipal de Belém, la segona que existeix a Europa, dins d'un espai públic.

### Trajectòria feminista i activista
El 1976 enceta una fita feminista a Portugal en signar per a la RTP el reportatge Avortament não é crime, inclòs en la sèrie de documentals Dona, realitzats amb Antónia de Sousa. S'hi mostraven imatges d'una dona avortant. Va ser acusada d'"ofensa al pudor i incitament al crim" després que la direcció de la Maternitat Alfredo da Costa, a Lisboa, presentàs una queixa de la periodista per "exercici il·legal de la medicina". El programa fou suspés pel llavors administrador de la RTP, el seu propi marit, Orlando da Costa. Maria Antónia Palla fou jutjada, i absolta el 1979. El procés va servir de llançament de la campanya per a la despenalització de l'avortament.
Va formar part de la Unió de Dones Antifeixistes i Revolucionàries (UMAR). Cofundà el Fòrum Portugués per a la Pau i Democràcia a Angola, que donava suport a les forces democràtiques angoleses.

## Obres
- Revolução, meu amor – Maio 68, um ano depois (Prelo, Lisboa, 1969) (Sibil·la Publicações, reeditat el 2018).[10]
- Só acontece aos outros – Histórias de violência, em 2017.[11][12]
- Savimbi: Um sonho africano, en coautoria amb João Soares (Nova Àtica, 2003).[13]
- Viver pela Liberdade, en coautoria amb Patrícia Reyes, (Matéria‑Prima Edições, 2014).[14][15]

## Vida personal
Es casà per primera volta amb l'escriptor moçambiqués d'origen goes Orlando da Costa, amb qui tingueren dos fills; un d'ells, António Costa, primer ministre de Portugal, nascut el 1961. Es casà més tard amb l'arquitecte Víctor Palla, mort el 2006. I en terceres núpcies amb Manuel Pedroso Marques.

## Premis i reconeixements
- 1996: membre vitalici del Consell General de la Fundació Mário Soares.
- 2004: homenatjada a Lisboa, en el Primer Congrés Feminista i de l'Educació (1924-2004).[16]
- 2004: el 25 d'abril li atorgaren el títol de comanadora de l'Orde de la Llibertat.[17]
- 2022: Premi del Club de les 25.[18]